# Mare Cognitum
Mer de la Connaissance
Mare Cognitum (« mer Connue ») est une mer lunaire située dans un bassin ou un grand cratère qui se trouve dans le deuxième anneau de Oceanus Procellarum (océan des Tempêtes). Au nord-ouest de la mer se trouve la chaîne de montagnes Montes Riphaeus, qui fait partie du bord du cratère ou du bassin enfoui contenant la mer. Anciennement sans nom, la mer a reçu son nom en 1964 en référence à sa sélection comme cible de la sonde lunaire Ranger 7, le premier véhicule spatial américain à retourner des images rapprochées de la surface de la Lune.

## Exploration
La sonde lunaire Ranger 7 a percuté Mare Cognitum à l'issue de sa mission de prise de vue. Surveyor 3 et Apollo 12 ont atterri près de sa rive nord. L'affleurement de la formation géologique Fra Mauro, où Apollo 14 a aluni, est également situé près de Mare Cognitum.

### Statio Cognitum

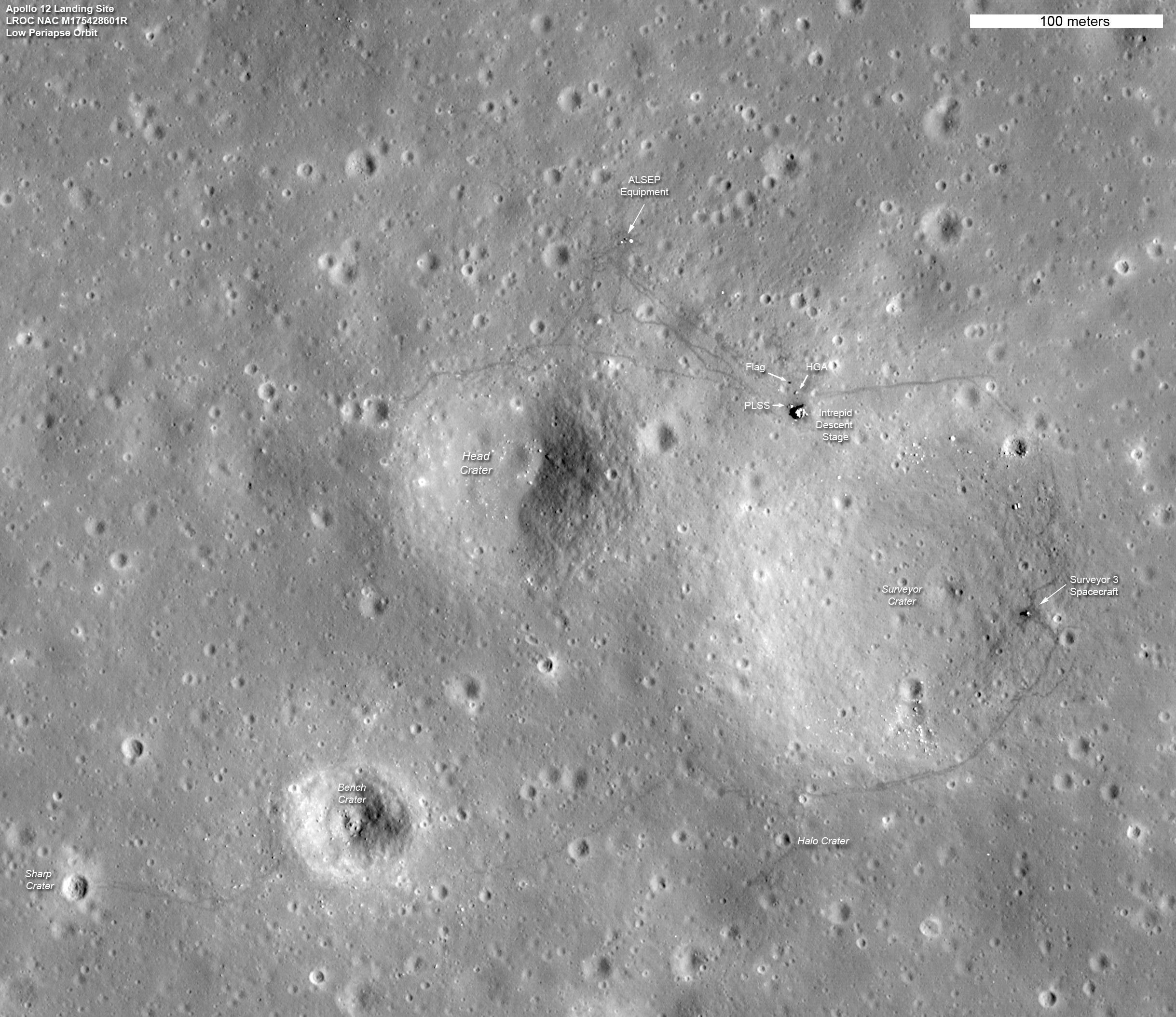
Une photo spatiale de Statio Cognitum ; les cratères, les étages de descente du module lunaire Apollo et Surveyor 3, entre autres repères, sont étiquetés (cliquez pour agrandir). Les empreintes des astronautes sont encore visibles.

Le site d'atterrissage d'Apollo 12 dans Mare Cognitum, près du site d'atterrissage de Surveyor 3, est connu officieusement sous le nom de Statio Cognitum. Ce site a été choisi dans le but de démontrer la capacité d'atterrissages lunaires de précision pour explorer des sites spécifiques lors de futures missions Apollo, de sorte que les responsables des missions ont utilisé Surveyor 3 comme cible pour atterrissage. Ce site spécifique a été choisi en raison de sa régularité relative (étant donné son emplacement à la surface de la mare) et de sa proximité de l'équateur lunaire (assurant un accès relativement facile du point de vue de la consommation de carburant).

## Géologie
Sur le plan géologique, les astronautes ont noté la quantité de verre contenue dans le régolithe et présente au fond des cratères peu profonds du site, ainsi que le matériau régolithe de couleur plus claire que les géologues ont ensuite déterminé comme étant éjectés du cratère Copernicus. Les échantillons d'éjecta suggèrent que l'impact Copernic a eu lieu il y a environ 800 millions d'années, mais les géologues estiment que les résultats de cette analyse sont peu concluants. Les astronautes d'Apollo 12 ont également noté l'existence de petites dépressions allongées peu profondes (« tranchées » ou « rainures ») semblables à celles que les astronautes d'Apollo 11 ont observées à la base de la Tranquillité dans la mer de la Tranquillité ; Shoemaker et compagnie ont conclu en 1970 que ces caractéristiques reflètent la direction et la position des fractures dans le substrat rocheux sous-jacent, dans lesquelles s'est déposé le matériau fin, créant ainsi les cannelures. 
Dans l'ensemble, la Statio Cognitum et la région environnante semblent avoir une coloration légèrement plus rouge depuis l'orbite lunaire que Tranquility Base (que les géologues ont par la suite découvert comme étant le résultat de moins de titane dans la roche ramenée par Apollo 12) et avoir moins de cratères que la base de  la Tranquillité ; en conséquence, les géologues soupçonnent le site retenu pour Apollo 12 de contenir des pierres plus jeunes que ceux du site Apollo 11, et cela est confirmé par les échantillons retournés par Apollo 12. Ces échantillons comprennent plus de basaltes et moins de brèches que les échantillons d'Apollo 11 et les basaltes sont environ 500 millions d'années plus jeunes que ceux de la base de la Tranquillité, dont les géologues estiment qu'ils ont entre 3,6 et 3,8 milliards d'années environ. Les âges différents des basaltes collectés sur Apollo 11 et Apollo 12 montrent que l'activité volcanique qui a formé la mare lunaire ne s'est pas produite d'un seul coup sur toute la surface lunaire, mais plutôt à des moments et à des endroits différents.
Une étude des données de la sonde Clémentine montre que les basaltes de Mare Cognitum sont plus récents que ceux de Mare Imbrium et Mare Serenitatis.